# みかへりの塔
『みかへりの塔』（みかえりのとう）は、1941年に公開された清水宏監督の日本映画。

## 解説
熊野隆治、豊島与志雄による原作を清水宏が脚色、また自ら監督した社会派ドラマである。本作は清水の代表作でもあり、また映画ファンからも高い評価を得た作品でもある。
また本作は1941年度、第18回キネマ旬報ベスト・テン日本映画部門で3位を受賞している。

## あらすじ
200人以上の特殊児童を収容する学院が舞台となっている。この学院では院長の方針で各児童に1人ずつ教師と保母をつけ、家庭的な雰囲気の中で教育を進めていた。しかし児童たちは社会に受け入れられない問題児ばかりであり、教師も保母も苦労が絶えることはなかった。
そうした児童たちは、水不足に悩む学院のために、力を合わせて裏山から学校までの水路を築くという難工事に従事することになる。

## スタッフ
- 原作：熊野隆治、豊島与志雄[5][8]
- 監督：清水宏[4][8]
- 脚色：清水宏[4][8]
- 撮影：猪飼助太郎[4][8]
- 美術：江坂実[4]
- 編集：浜村義康[4]
- 音楽：伊藤宣二[4][8]
- 配給：松竹[8]

### キャスト

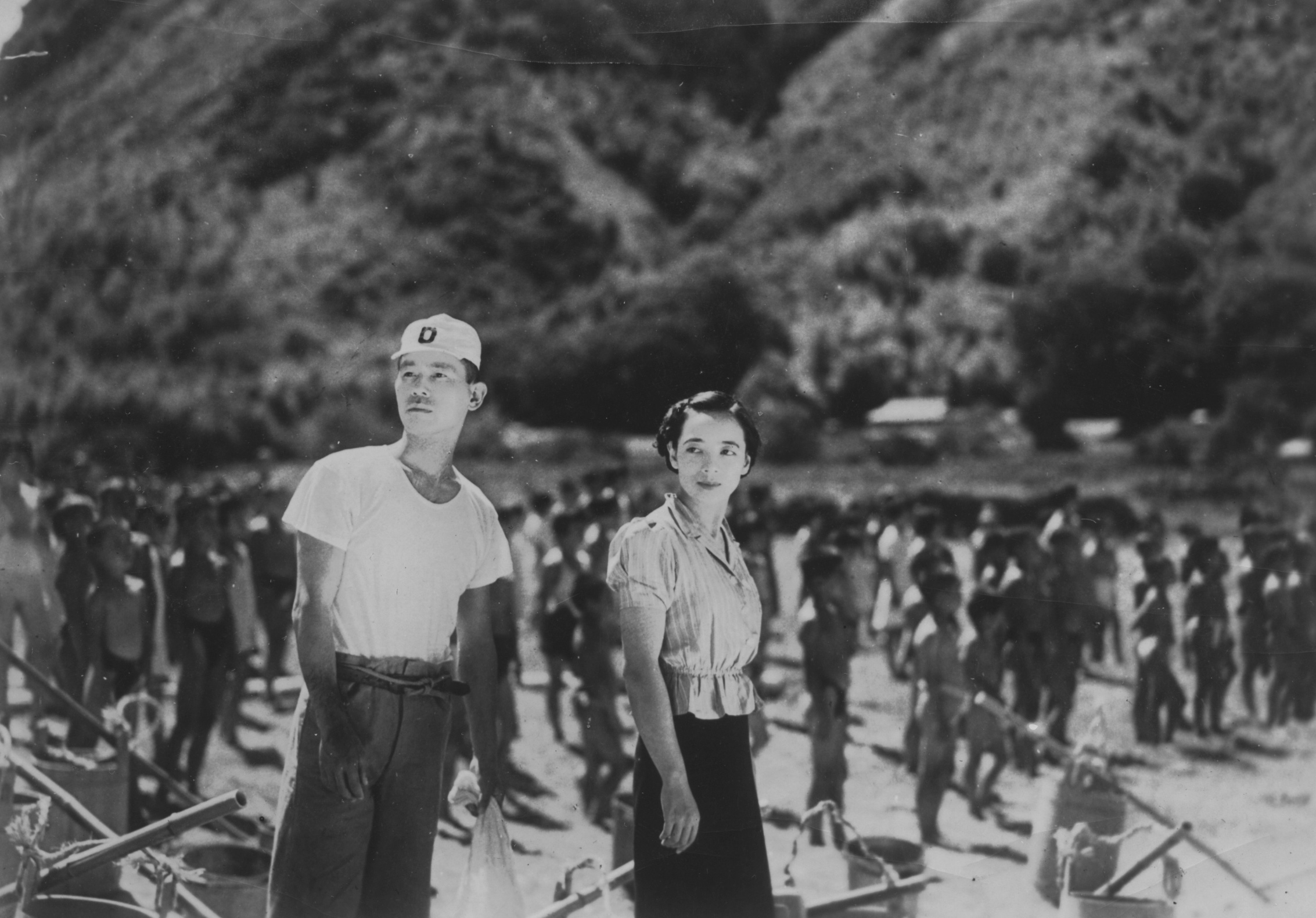
笠智衆と三宅邦子

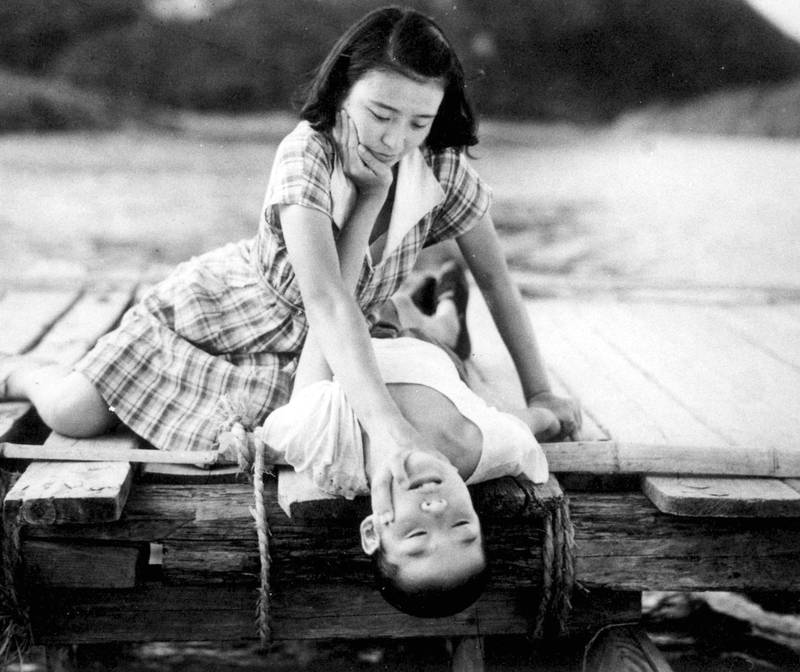
野村有為子(少女)

- 奈良真養 - 院長
- 笠智衆 - 草間先生
- 大山健二 - 鈴木先生
- 近衛敏明 - 水野先生
- 西村青児 - 川辺先生
- 河原侃二 - 河野先生
- 仲英之助 - 津村先生
- 長尾寛 - 今村先生
- 久保田勝巳 - 山田先生
- 菊地鉱 - 辻井先生
- 寺門修 - 藤原先生
- 三宅邦子 - 夏村保母
- 大塚君代 - 草間保母
- 忍節子 - 鈴木保母
- 雲井つる子 - 水野保母
- 岡村文子 - 河辺保母
- 出雲八重子 - 河野保母
- 高松栄子 - 津村保母
- 和田昭人 - 三郎
- 宗田八郎 - 一蔵
- 鈴木文夫 - 安平
- 角秀夫 - 順
- 榎本千村 - 敏三
- 大杉恒男 - 喜一
- 鈴木周三 - 福太郎
- 竹内清次 - 秀治
- 林富夫 - 春男
- 宗田登 - 太一
- 沖田儀一 - 健吉
- 末松孝行 - 良平
- 泉啓子 - 直子
- 三浦ハマ子 - 光子
- 長船フヂ子 - ハマ子
- 弥生照子 - 朝江
- 杉浦美佐子 - きよみ
- 八木多美枝 - 花子
- 相模冨士子 - 美津子
- 原田マミ子 - 和枝
- 坂本武 - 多美子の父
- 吉川満子 - 信一の母
- 若水絹子 - 正雄の母
- 緒方喬 - 岡本

子役
- 横山準 - 善雄
- 古谷輝男 - 功司
- 野村有為子 - 多美子
- 大塚紀男 - 正雄
- 大藤亮 - 信一